# Forces Armades Italianes
Les Forces Armades d'Itàlia són el conjunt de les forces militars d'Itàlia, aquestes forces estan formades per l'Exèrcit Italià, la Marina Militare, la Força Aèria Italiana, i els Carabinieri. A Itàlia també hi ha una força anomenada Guàrdia de Finances, que és alhora un cos militar i policial.
Al comandament suprem de les forces armades és el president de la República. L'article 87 de la Constitució italiana estableix que el president té el comandament de les Forces armades.
Durant tot el segle passat,[cita  el reclutament de les forces armades es va realitzar a través del mecanisme de palanca militar, que executa l'article 52 de la constitució que aproximadament diu: "el servei militar és obligatori per a tots els homes físicament convenients per un període de dotze mesos".
El 3 de setembre de 1999, el Consell de Ministres va aprovar el procés per aconseguir el final del reclutament obligatori. Aquest fet es va completar l'any 2005.

## Característiques
L'exèrcit italià, com la majoria dels exèrcits, té diverses normes d'obligatori compliment a l'hora del reclutament, com per exemple, l'edat mínima, xifrada en els 18 anys o la necessitat de disposar de la nacionalitat italiana per allistar-se.
Una altra característica és la concepció de l'exèrcit com un treball voluntari, si bé no va anar així fins a la supressió del servei militar obligatori l'any 2005. En l'actualitat un total de 26 milions i mitjà de persones, tant homes com a dones, estan disponibles per efectuar el servei militar opcional si ben tan sols 20 milions estan en condicions posat que al nombre total cal restar-li invàlids, malalts, estrangers sense permís per allistar-se.
Finalment cal ressaltar el pressupost de defensa d'Itàlia, que aconsegueix els 18000 milions d'euros (€). Aquest pressupost es correspon aproximadament a l'1,8% del PIB.

## Exèrcit italià

### Composició
L'exèrcit italià consta en l'actualitat amb un nombre de professionals aproximadament de 112000 soldats dividits de la següent forma:[cita 
- Unitats operatives: 85000 reclutes
- Unitats de suport: 27000 reclutes

L'exèrcit italià és un dels més avançats tecnològicament del món explicant entre els seus materials i maquinària utilitzada elements com els Leopard 1A5 o els vehicles blindats B1 Centauro. També utilitza els tancs Ariet i les bateries d'artilleria PzH 2000, M 109, MLRS (llançament de míssils múltiple) i FH-70, entre d'altres.
La capacitat operativa del esercito (exèrcit) italià és en termes generals és escassa si la comparem amb altres exèrcits com el nord-americà. En l'actualitat l'exèrcit pot posar en combat a un total de 85000 soldats del total de 112.000. Així i tot l'exèrcit italià es caracteritza per ser un dels països que més tropes té desplegades en l'exterior amb un total de 7600 homes i dones entre forces de combat i observadors:
- Missions en les quals col·labora amb tropes:
  - Missió EUFOR Althea[3] El contingent italià està format per uns 700 soldats. Aquesta missió està dins de les operacions de l'OTAN en el marc de l'antiga Iugoslàvia.
  - Missió Albatros - ONUMOZ: un total de 200 soldats realitzen labors humanitàries.[4] El contingent està format per les brigades Taurinense i Julia. S'ha produït una retirada contínua de les tropes després de l'estabilització de la zona.
  - Missió UNMIS - Suen: Des de l'any 2005 està desplegats a Sudan i Kenya el 183° regiment paracaigudista "Nembo" dins de la força coneguda com a Task Force "Leone".[5]
  - Missió UNIFIL/Operació "Leonte" - Líban: Després de la guerra entre Israel i Hezbolá de 2006 Itàlia va enviar sota comanda de l'ONU un contingent pacificador format per més de 2500 homes i dones la missió de les quals és la desactivació de mines, bombes i altres aparells explosius a més de col·laborar en tasques humanitàries.[6]
- Missions en les quals col·labora amb observadors:
  - UNMOGIP - Índia i Pakistan (1949 - en curs)
  - UNTSO - Síria, Israel, Líban, Egipte (1958 - en curs)
  - MINURSO - Sahara occidental (1991 - en curs)

### Història de l'Exèrcit de terra italià
Exèrcit italià és el nom amb el qual es coneix a l'exèrcit de terra d'Itàlia des del decret signat el 4 de maig de 1861 pel ministre Manfredo Fanti. En els primers anys d'història aquest cos militar va haver de fer front a problemes com el fort vandalisme o la Tercera Guerra d'Independència Italiana. Malgrat això, en 1870 l'exèrcit es modernitza i ocupa Roma, que es converteix a la nova capital estatal.
Entre finals del segle xix i principis del XX l'exèrcit italià realitza les seves primeres missions internacionals com són la presa de Líbia i la primera guerra etíop.

Emblema de l'exèrcit italià.

En la Primera Guerra Mundial Itàlia es va aliar amb França i Gran Bretanya contra els Imperis Centrals i, després de la derrota d'aquests, va ser proclamada vencedora al costat dels seus aliats.
Ja en la dècada dels anys trenta els fets més coneguts són les intervencions en la Guerra Civil Espanyola i en la Segona Guerra Mundial. En la primera contesa les forces italianes col·laboren i assessoren al règim feixista de Franco en contra del republicà.
La participació italiana en la II Guerra Mundial està sovint relacionada amb la derrota i la inferioritat tècnica.
Al principi el règim de Mussolini es va mantenir neutral però, desitjós del poder no aconseguit després de la Gran Guerra, es va aliar amb l'Alemanya Nazi. Va ser derrotada a Líbia i aniquilada en una Etiòpia recentment conquistada. Gràcies al Afrika Korps de Rommel Líbia va ser recuperada però després de l'anihilació de la força alemanya tan sols la península Itàlica i Albània romanien sota poder italià. Poc després els aliats van desembarcar a Sicília i van fomentar la caiguda del règim que no seria totalment efectiva fins a 1945 quan Mussolini va ser penjat al costat del seu amant prop de la frontera amb Alemanya.
Després dels desastres de la Segona Gran Guerra i amb l'arribada de la democràcia i una almenys aparent pau mundial l'exèrcit itàlic es va anar modernitzant a poc a poc fins a convertir-se en una màquina de guerra de modest nombre de soldats però gran nombre de material i possibilitats tàctiques.

## Marina de Guerra

Bandera naval d'Itàlia.

La Marina Militare o Marina de Guerra és la branca de les forces armades encarregada de vigilar les aigües territorials d'Itàlia, així com protegir les costes de possibles agressions.

### Composició
La Marina Militare s'encarrega de la vigilància, defensa i custòdia de les aigües territorials italianes i de proporcionar suport a les tropes desplegades en territori estranger.
La Marina Militare es divideix en cinc cossos:
- Armi Navale (Armada naval)
- Geni Navale (Enginyers de combat de l'armada)
- Commissariato Milités Marittimo (Intendència naval)
- Corpo Sanitari (Cos sanitari de l'armada)
- Capitanerie di Porto (Cos de guardacostas de l'armada)

Alguns dels vaixells que utilitza en l'actualitat la Marina Militare són:
- Portaavions (2): Giuseppe Garibaldi (C 551), Cavour (C 550)
- Destructors (4): Classe Orizonte, Classe De la Penne
- Fragates (15): Classe Maestrale i Classe Soldati
- Bucs d'assalt amfibi (3): Classe Sant Giogio, Classe Sant Giusto
- Corbetes (12): Classe Minerva, Clasr Comandanti
- Submarins (7): Classe O212A, Classe Sauro IV, Classe Sauro III i Classe Sauro II

Al seu torn l'armada utilitza aeronaus (tant helicòpters com a avions) per al suport als vaixells de guerra així com per a labors de salvament marítim i observació. Els més importants són:
- AgustaWestland EH101, 22 unitats. Helicòpter naval d'origen ítalo-britànic.
- Bell 212, 27 unitats. Helicòpter polivalent nord-americà, amb versions especialitzades en la lluita antisubmarina. (AB 212ASW)
- Boeing AV-8 Harrier, 16 unitats. Cazabombardero polivalent d'enlairament vertical.
- Piaggio P180 Avanti, 3 unitats. Avió d'enllaç de fabricació i disseny italià.
- NH-90, 9 unitats. Helicòpter polivalent fabricat a Itàlia sota llicència nord-americana.

### Història de la Marina de guerra italiana
La Marina Militare es va crear com a tal en 1946, després de la invasió d'Itàlia per part dels aliats durant la Segona Guerra Mundial que va alliberar al país del règim feixista i va propiciar la renovació de tots els seus òrgans polítics, judicials i militars. Entre les estructures militars que van ser renovades de cara al nou paper estratègic d'Itàlia al món, i com a compliment dels tractats de pau que van posar punt final a la guerra, la Marina Militare va substituir la Regia Marina en les seves funcions.
A causa de les compensacions de guerra exigides per les nacions vencedores i acceptades pel nou govern italià, l'armada italiana es va veure obligada a cedir permanentment gran part dels seus bucs; incloent: tres cuirassats, cinc creuers, set destructors i vuit submarins. Aquesta situació va fer que la Marina Militare tingués greus manques de material bèl·lic en comparació de les nacions veïnes.

Emblema dels guardacostes.

Però el gir donat en el panorama internacional amb el teló d'acer, que enfrontava a les dues majors potències militars i econòmiques, va permetre que tant nord-americanes com a britànics donessin major importància a la Marina Militare com a força aliada de gran ajuda que es trobava en una àrea estratègica com l'era el Mar Mediterrani. Així Itàlia es va unir com a membre de l'OTAN en 1949, no podent exercir totes les labors derivades de la filiació d'aquesta organització fins a 1951, quan totes les nacions occidentals vencedores de la Segona Guerra Mundial van acordar posar fi a part de les condicions de pau imposades a Itàlia i que limitaven la seva operativitat militar.
Dins de l'OTAN, van ser assignades a la Marina Militare tasques de control i vigilància a la mar Adriàtica i a l'estret de Òtranto. Aquestes funcions van ser possibles gràcies a acords militars entre Itàlia i els EUA que continuen fins avui dia.

## Força Aèria Italiana
L'Aeronautica Militare Italiana (AMI) és el nom de la branca aèria de l'exèrcit italià. És l'hereva de la Regia Aeronautica (Reial Força Aèria Italiana) el canvi de nom es produeix en el moment del canvi de règim en l'any 1946.

### Composició
La Força Aèria està composta per unes 50000 persones que treballen en l'àmbit del pilotatge, el recolzo en terra o les labors d'intel·ligència. Les seves aeronaus més modernes inclouen caces F-16 i Eurofighters. Uns altres dels tipus d'aeronaus que utilitza són:
| Aeronau                          | Nombre en servei | Estatus           | Comès                              |
| -------------------------------- | ---------------- | ----------------- | ---------------------------------- |
| Aermacchi MB-339A                | 35               | Actiu; 71 jubilat | Entrenament, atac lleuger          |
| Aermacchi MB-339PA               | 15               | Actiu             | Acrobàtic, entrenament             |
| Aermacchi MB-339CD-1             | 15               | Actiu             | Entrenament, atac lleuger          |
| Aermacchi MB-339CD-2             | 15               | Actiu             | Entrenament, atac lleuger          |
| Siai Marchetti SF-260AM          | 45               | jubilat           | Entrenament                        |
| Aermacchi SF-260EM               | 30               | jubilat           | Entrenament                        |
| Siai Marchetti S.208M            | 45               | 20 Actiu          | Transport                          |
| General Dynamics F-16AM Block 15 | 30               | jubilat           | Caça                               |
| General Dynamics F-16BM Block 10 | 4                | jubilat           | Entrenament                        |
| Eurofighter Typhoon F2           | 78               | Caça              |                                    |
| Eurofighter Typhoon T1           | 18               | entrenament       |                                    |
| AMX International AMX            | 110              | 42 Actiu          | Atac a terra (CAS)                 |
| AMX International AMX-T          | 26               | 10 Actiu          | Atac a terra duo posto             |
| Panavia Tornat IDS               | 100              | 72 Actiu          | Cazabombardero                     |
| Panavia Tornat IT-ECR            | 15               | Actiu             | Cazabombardero anti radar          |
| Alenia C27J Spartan              | 12               | Actiu             | Transport                          |
| Aeritalia G.222                  | 45               | jubilat           | Transport                          |
| Lockheed Martin C-130J           | 22               | 20 Actiu          | Transport                          |
| Lockheed Martin C-130J30         | 10               | jubilat           | Transport                          |
| Boeing KC-767A                   | 4                | Actiu             | Transport, reabastecimiento en vol |
| General Atomics RQ-1A Predator   | 6                | Actiu             | Vigilància                         |
| General Atomics RQ-9B Repaer     | 6                | Actiu             | Vigilància                         |
| Sikorsky HH-3F                   | 35               | 20 Actiu          | Rescat aeri                        |
| Sikorsky SH-3D/TS                | 2                | jubilat           | Transporti VIP                     |
| Agusta Westland AW-139           | 2                | Actiu             | Transporti VIP                     |
| Agusta Westland AW-139           | 12               | Actiu             | Rescat aeri                        |
| Piaggio Aero P180 Avanti         | 17               | Actiu             | Transporti VIP, entrenament        |
| Piaggio Aero P-166 DL3           | 6                | jubilat           | Transport                          |
| Breguet Br.1150 Atlantique       | 18               | 4 Actiu           | Lluita antisubmarina (ASW)         |
| Dassault Falcon 50               | 4                | 2 Actiu           | Transporti VIP                     |
| Dassault Falcon 900EX            | 5                | 4 Actiu           | Transporti VIP                     |
| Airbus A.319 CJ                  | 3                | Actiu             | Transporti VIP                     |
| Agusta Bell AB212AM              | 35               | Actiu             | Rescat aeri                        |
| Hughes NH500I                    | 50               | 40 Actiu          | Entrenament, rescat aeri.          |

### Història

Aeronautica Militare Italiana

Bases de la Règia aeronàutica italiana en 1943.

Els orígens de la Força Aèria italiana es remunten a la campanya a Etiòpia de 1887-1888 en la qual es van emprar tres aerostats d'observació d'una companyia especialitzada en l'Enginyeria que a partir de 1885 hauria de crear en el mateix una secció aeronàutica. Aquesta secció es va transformar en 1894 en brigada especialitzada d'Enginyeria i en 1910, en batalló especialitzat d'Enginyeria. Va ser aquesta última unitat, reforçada per la flotilla dels aviadors civils voluntaris, la que participés en la primera ocupació operativa de la força aèria, participant amb 4 aerostats, 2 dirigibles i 28 avions en la campanya de Líbia de 1911-1912.
Els resultats obtinguts i els arguments del teòric de l'aviació Giulio Douhet van portar al Ministre de Guerra a desenvolupar la força aèria: des del principi de 1915, les unitats volants es van traslladar de l'arma de l'Enginyeria i van constituir, sempre en l'exèrcit de terra italià, el cos de la força aèria. Es va engegar un programa de producció però els finançaments van ser insuficients (4.145.000 lires en 1914-1915) i Itàlia va entrar en guerra en 1915 amb 86 avions. A partir de 1916, es va reforçar no obstant això, especialitzant-se en els bombardeigs de bases distants.
Al final de la guerra Itàlia tenia 1.683 avions que van estar, la majoria, sense ser utilitzats i dipositats en aeròdroms.
La força aèria italiana participa activament en la Guerra Civil espanyola i a causa de l'escassa oposició pren conclusions errònies. Per exemple, el caçador bipla Fiat CR 42 està completament passat al principi del conflicte però els italians creuen que és tecnologia punta. Generalment, els avions italians són de concepcions antigues i sofreixen greus defectes: falta de potència dels motors, armament constituït per simples metralletes... Només la qualitat i el valor dels pilots i tripulacions permeten per força aèria el distingir-se de vegades.

Escarapela de l'Aeronautica Militare

Quan va entrar en la Segona Guerra Mundial el 1940, Itàlia tenia la força aèria més petita entre les tres principals potències de l'Eix. Amb una força total de 3296 avions, només 2000 eren aptes per a les operacions, dels quals només 166 eren caces moderns - el Macchi MC.200 i el Fiat G.50, que era més lent que els seus contrapartes Aliats.
Uns 12.000 avions van ser produïts per la indústria bèl·lica italiana entre 1940 i 1943, però solament 800 quedaven en ús al setembre 1943. Com a conseqüència, menys del 20% dels pilots italians que van començar la guerra van sobreviure al final del conflicte.
Després de la Segona Guerra Mundial la força aèria italiana va ser modernitzant-se a poc a poc com va succeir amb les altres branques de les forces armades.

## Carabinieri
Els Carabinieri, (en català: carabiners) són la força de la gendarmería nacional d'Itàlia, que també realitzen funcions de policia militar. El seu nom italià és usat com el nom comú d'aquesta força. El nom oficial complet del cos és Arma dei Carabinieri (Força de carabiners), que era antigament cridat el Corpo dei Carabinieri.

Emblema dels carabinieri.

Històricament, un Carabiniere era un soldat armat amb una carabina. El seu lema és Nei Secoli Fedele ("Fidel al llarg dels Segles", però sol traduir-se com "Sempre fidel"). La seva missió era el control de la delinqüència i servir a la comunitat ensenyant-la a respectar la Llei.
El cos va ser creat pel rei Víctor Manuel I de Savoia, amb la finalitat de proporcionar a Piemont un cos de policia similar a la Gendarmería francesa. Anteriorment, les funcions policials van ser dirigides pels Dracs de Sardenya (Dragoni di Sardegna), creat en 1726 i compost per voluntaris.
Després que soldats francesos ocupessin Torí a la fi del segle xviii i ho abandonessin més tard al Regne dels Savoia-Piemont, el cos de Carabinieri Reali (Real Carabinieri) es va instituir en virtut de la Regie Patenti (Real Patent) del 13 de juliol de 1814.
Tant com a militars com a policies, els Carabinieri han lluitat en tots els conflictes en els quals ha participat Itàlia, sofrint grans pèrdues i adjudicant-se moltes condecoracions per valentia.
Els carabiners estan particularment orgullosos de la memòria del brigada Excepte D'Acquisto, que va ser executat pels nazis en Palidoro, prop de Roma, en la Segona Guerra Mundial, després d'haver intercanviat la seva vida per la vida de ciutadans innocents que anaven a ser executats en represàlia per l'assassinat d'un soldat alemany. El brigada D'Acquisto falsament es va atribuir la responsabilitat i va ser afusellat pel delicte.

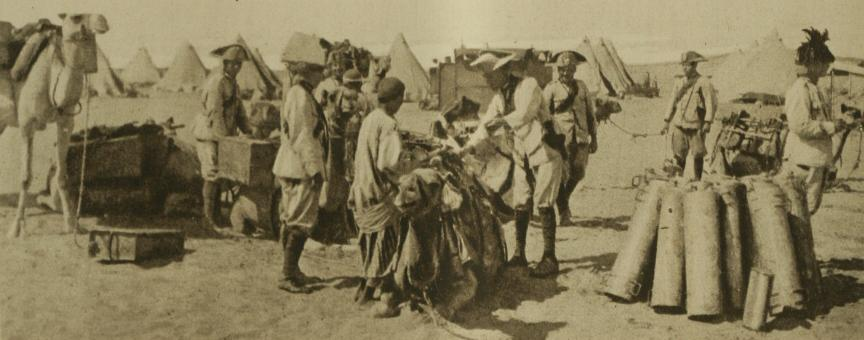
Carabinieris a Àfrica.

Els carabiners són ara un cos armat, posant fi a la seva llarga marxa com el primer cos (Arma) de l'Exèrcit (Esercito). És probable que els carabiners se segueixin denominant Arma per antonomàsia.
En els últims anys, les unitats de Carabiners han estat enviades a missions de manteniment de la pau, inclòs Kosovo, Afganistan i l'Iraq. Durant la Guerra de l'Iraq en 2003, dotze carabiners van resultar morts en un atemptat suïcida amb bomba a la seva base de Nasiriya, prop de Bàssora, al sud de l'Iraq, en la pèrdua de vides més gran en una sola acció des de la Segona Guerra Mundial (vegeu el bombardeig Nasiriya 2003).

## Guàrdia de Finances

Emblema de la Guàrdia de Finances.

La Guàrdia de finances és una força especial de policia que forma part de les Forces Armades d'Itàlia. És un cos militar dependent directament del Ministre d'Economia i de Finances i del servei de seguretat pública del Ministeri de l'Interior. Desenvolupa tasques de policia judicial i seguretat pública en l'àmbit econòmic i financer. La Guàrdia di Finança és una força armada i té una gran flota aèria i naval per al control de les fronteres italianes. A més té una llarga història militar i ha participat en ambdues guerres mundials.
Les principals competències de la Guàrdia di Finança italiana són: el contraban, el tràfic internacional de droga, la criminalitat financera, el reciclatge del diner negre (blanqueig de capitals/rentat d'actiu), l'evasió impositiva, els controls duaners, la immigració clandestina, la falsificació de diners, les operacions anti-màfia, el finançament del terrorisme internacional i la criminalitat informàtica.

## Operacions
Després de la derrota en la Segona Guerra Mundial els cossos d'exèrcit italians han realitzat diverses missions sempre sota el control de l'ONU o altres òrgans supranacionals. La majoria d'aquestes missions van ser i són del tipus PSO (peace support operations).
Des de 1952 fins avui són més que els 100 els militars italians caiguts en missió de pau, en la realització de la seva haver de durant operacions que es desenvolupaven fora de les fronteres nacionals. Els Exèrcits italians participen actualment en 25 missions que es desenvolupen en 18 països de tres continents. Entre aquestes:
- 8 estan baix auspici de l'ONU: MINURSO (Sahara occidental), UNFICYP (Xipre), UNMOGIP (frontera indi - pakistanesa), UNIFIL (Líban), MFO (Egipte), UNTSO (Israel), UNMIK (Kosovo).
- 7 estan baixa comanda de l'OTAN: KFOR, HQ Skopje, HQ Sarajevo, HQ Tirana (Balcans), SNMC SG2 (mar Mediterrani), ISAF (Afganistan), ACTIVE ENDEAVOUR (mar Mediterrani).
- 6 es guien per la Unió Europea: EUFOR ALTHEA, EUFOR PM (Bòsnia), EUPOL Kinshasa, EUSEC DR (El Congo), EU AMIS (Sudan), EU BAM RAFAH (Gaza).

Itàlia té allí 7.600 militars voluntaris en les missions i, més concretament:
- Teatre balcànic: al voltant de 2.250
- Afganistan: al voltant de 2.100
- Líban: al voltant de 2.450
- Bòsnia: al voltant de 550
- Observadors: al voltant de 260